# Les Filles des forges (compilation)
Les Filles des forges est la première compilation du groupe Tri Yann.

## Titres
1. Les filles des forges (Pilé-menu) (Traditionnel)
2. Les Prisons de Nantes (Traditionnel)
3. La Calibourdaine de Breca (Traditionnel)
4. Les Filles de Redon (Traditionnel)
5. La Vierge à la Fontaine (Traditionnel)
6. Thème vannetais Bande originale du feuilleton télévisé "Picou Fils de son Père" (Tri Yann)
7. Johnny Monfarleau (La Bolduc)
8. Complainte de la blanche Biche (Traditionnel)
9. Le Couturier de Ruffigné (Traditionnel)
10. Ton simple - Tamm kreiz - Ton double (Traditionnel)
11. La Jument de Michao (Traditionnel)
12. Le Temps du Jour de l'An (Traditionnel)
13. Pastourelle de Saint-Julien-Maraichine (Traditionnel)
14. Noël guérandais (Neoa Neoa) (Traditionnel)
15. Rond de Saint-Vincent Revival (Traditionnel)
16. Heidless Cross (Traditionnel)
17. Pelot d'Hennebont (Traditionnel)
18. Thème trégorrois (Tri Yann)
19. Le Mariage insolite de Marie la Bretonne (Luc Romann)
20. Le grand Valet (Tri Yann)
21. Lundi Mardi danse (Traditionnel)
22. Mrs McDermott (Turlough O'Carolan/Traditionnel)